# Palais du Duc de Senigallia
Le palais du Duc de Senigallia se trouve à Senigallia, dans la région des Marches, en province d'Ancône.

## Description

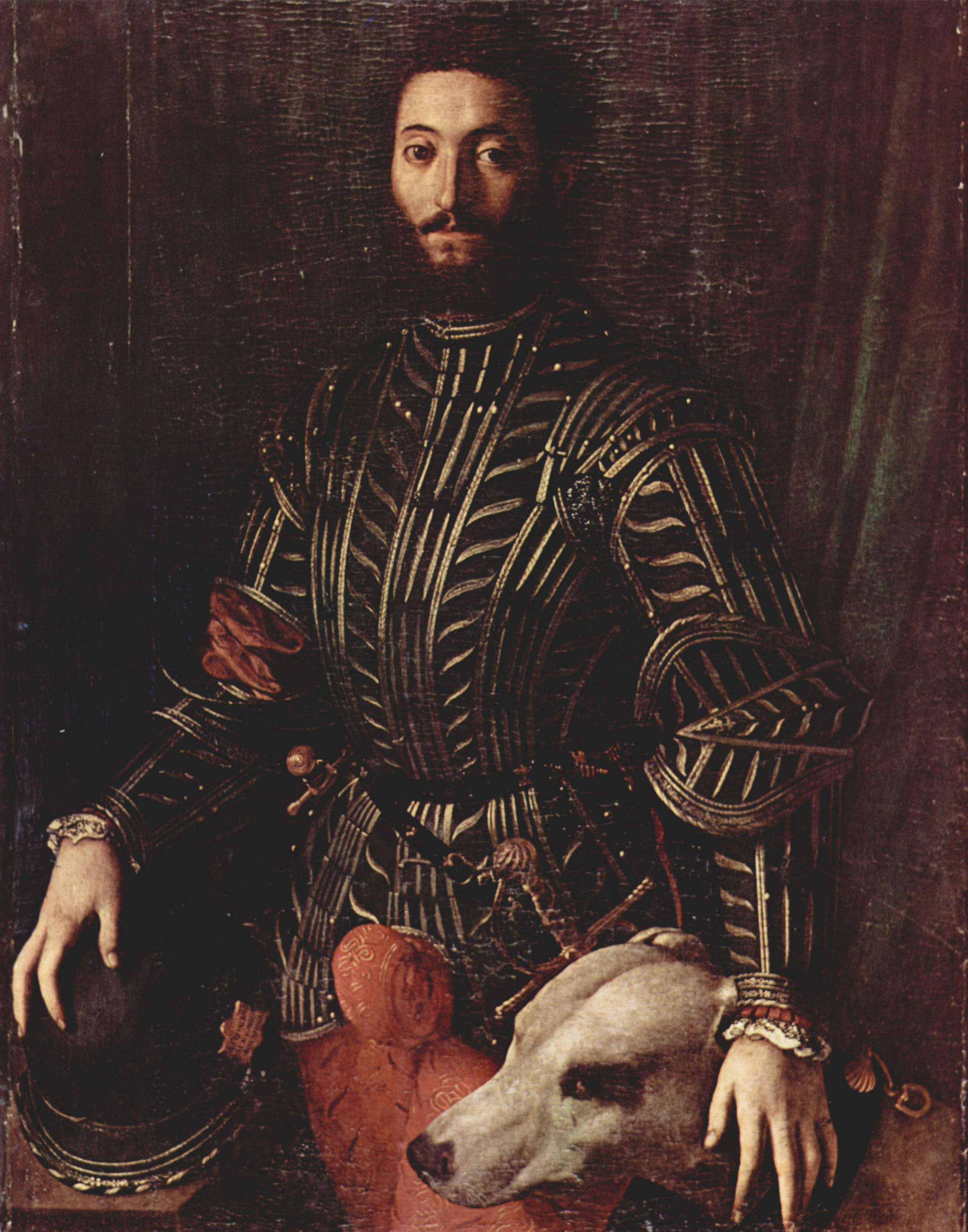
Guidobaldo II della Rovere, portrait d'Agnolo Bronzino. Galerie Palatine, Florence.

Le palais du duc s'élève en face de la forteresse et il fut construit par le duc Guidobaldo II della Rovere vers le milieu du XVIe siècle, sur un projet de Girolamo Genga, afin d'y accueillir sa cour, les ambassadeurs étrangers et les hôtes illustres. Ce palais conserve à l'intérieur, dans la salle du trône, un précieux plafond à caissons, dont la décoration est attribuée au célèbre peintre du XVIe siècle Taddeo Zuccari. Dans le caisson central apparaît un splendide blason de Guidobaldo II. La façade est ornée d'un beau portail en pierre blanche. Le palais fut ensuite agrandi par François Marie II, fils de Guidobaldo II et dernier représentant de la maison des Della Rovere. Cette intervention a altéré la symétrie de la façade. Les hôtes du duc pouvaient assister, des  fenêtres du bâtiment, aux parades et aux exercices militaires des milices roveresques, qui avaient lieu à l'extérieur sur la grande et austère place. Le palais accueille maintenant des expositions et des conférences.

## Personnalités liées au palais du duc de Senigallia
- Guidobaldo II della Rovere
- François Marie II della Rovere
- Girolamo Genga